# سيبوني أغني (فلم)
سيبوني أغني فيلم موسيقي كوميدي مصري من إنتاج العام 1950.

## قصة الفيلم
يعيش عنتر بك في لبنان مع ابنته توته التي تهوى الموسيقى والغناء، وصديقتها (هند) التي تهوى الأدب والفلسفة، تسافران إلى مصر لاستكمال دراستهما، وهناك يقابلان الثري (حسني) وصديقه (بندق)، يشاهد (عنتر بك) ابنته مصادفةً في استعراض فتتفق مع (هند) على أن تنتحل كل منهما صفة الأخرى في المعهد الذي تدرس به، مما يؤدي إلى حدوث المشاكل والمتاعب والعديد من المواقف الطريفة لكل منهما فيفاجأ (عنتر بيه)بأن إبنته (توته) تعلمت الموسيقى والغناء، وإكتشف (عبد الستار) والد (هند)أن إبنته قد تعلمت الأدب والفلسفة، وثار الجميع، وإكتشف (حسنى وبندق) تغير أسماء الفتاتين وتتوالي الاحداث .

## طاقم التمثيل
- صباح
- سعد عبد الوهاب
- ماجدة
- إسماعيل ياسين
- هاجر حمدي
- سعاد أحمد
- إلياس مؤدب

## أغاني الفيلم
أغاني الفيلم من كلمات حسين السيد، وحسن توفيق، ومأمون الشناوي، والألحان للموسيقار محمد عبد الوهاب عدا أغنية ربيع لبنان من ألحان فريد غصن.

## روابط خارجية
- سيبوني أغني على موقع IMDb (الإنجليزية)
- سيبوني أغني على موقع قاعدة بيانات الأفلام العربية